# Lispe boninensis
Lispe boninensis este o specie de muște din genul Lispe, familia Muscidae, descrisă de John Otterbein Snyder în anul 1965. Conform Catalogue of Life specia Lispe boninensis nu are subspecii cunoscute.